# Chorągiew piechoty polsko-węgierskiej Stanisława Jana Jabłonowskiego

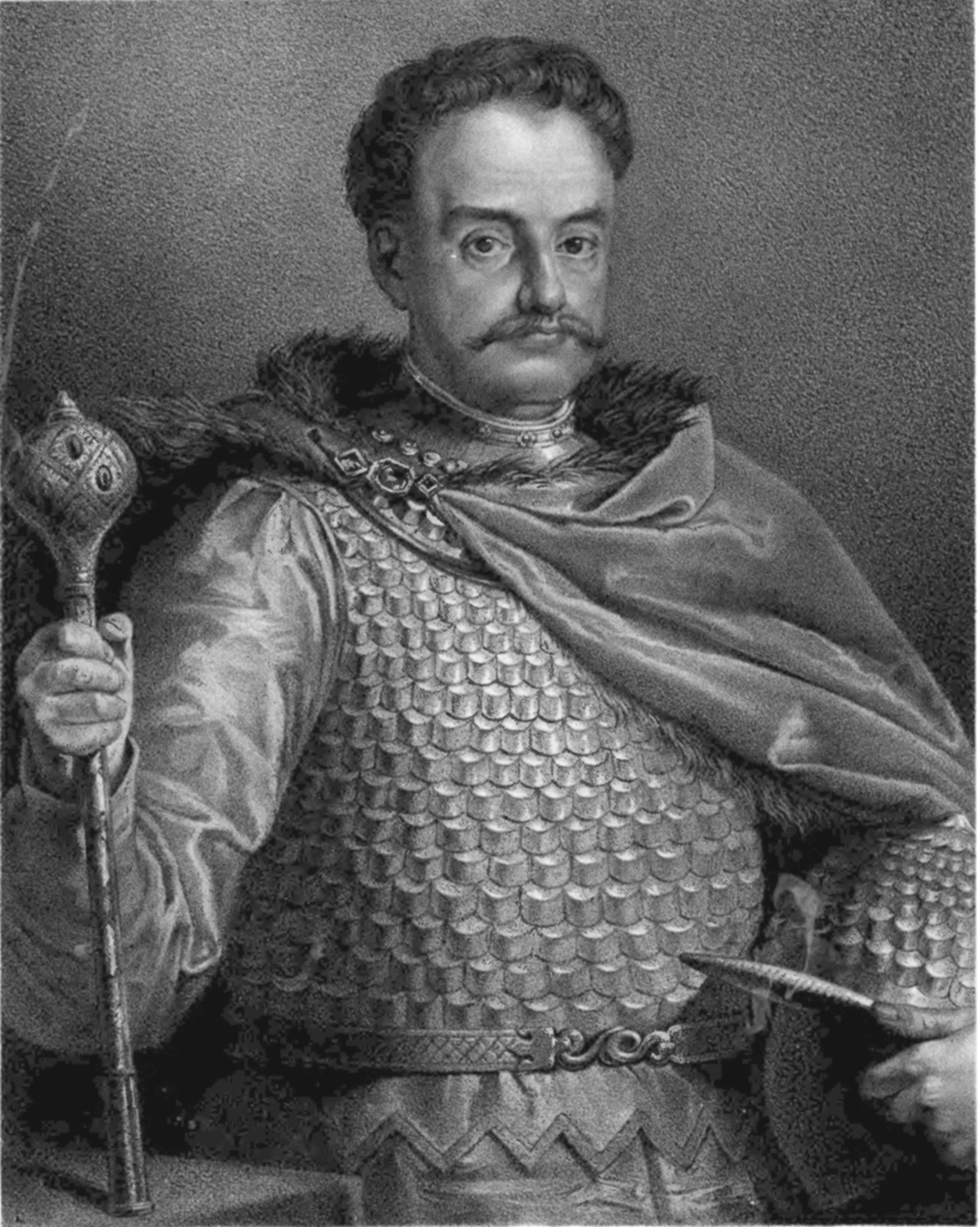
Stanisław Jan Jabłonowski herbu Prus III

Chorągiew piechoty polsko-węgierskiej Stanisława Jana Jabłonowskiego - chorągiew piechoty II połowy XVII wieku, okresu wojen Rzeczypospolitej z Turcją i Rosją.
Fundatorem i patronem chorągwi był hetman wielki koronny Stanisław Jan Jabłonowski herbu Prus III.
Żołnierze chorągwi znaleźli się w kompucie wojsk koronnych pod Wiedniem w 1683 (200 porcji) i wzięli udział w wojnie polsko-tureckiej 1683-1699.